# Jože Hermanko
Jože Hermanko, slovenski komunist, prvoborec in narodni heroj, * 2. marec 1901, Maribor, † 30. oktober 1941, Maribor.

## Življenjepis
Hermanko je leta 1926 diplomiral na oddelku za gedezijo na ljubljanski Tehniški fakulteti. Že med študijem se je včlanil v kljub študentov marksistov in bil 1923 sprejet v KPJ. Od 1927 je v Mariboru tesno sodeloval z vodstvom okrožne partijske organizacije. Med letoma 1931 in 1932 je bil sekretar Okrožnega komiteja KPJ. Ob razkritju ilegalne partijske zveze med Dunajem in Zagrebom prek Maribora so ga maja 1932 aretirali in pred sodiščem za zaščito države v Beogradu obsodili na 4 leta strogega zapora, ki ga je prebil v Sremski Mitrovici. V letih 1938 do 1941 mu je bila kot članu KPS v Mariboru zaupana vzgoja mladine. Po nacističnem napadu na Jugoslavijo je stopil v ilegalo in še naprej delal kot terenec OF v Mariboru, dokler ga zaradi izdaje niso Nemci odkrili in prijeli 26. oktobra 1941. 30. oktobra 1941 je bil ustreljen.

## Odlikovanja
- Red narodnega heroja